# Aturus mirabilis
Aturus mirabilis är en kvalsterart som beskrevs av Piersig 1896. Aturus mirabilis ingår i släktet Aturus och familjen Aturidae. Inga underarter finns listade.